# レベッカ・ソニ
レベッカ・ソニ（Rebecca Soni、1987年3月18日-）は、ニュージャージー州フリーホールド出身の平泳ぎを専門とする水泳選手である。オリンピックで3個のメダルを獲得した。
2008年北京オリンピックでは、200m平泳ぎで優勝し、世界記録を樹立した。オリンピック、世界水泳選手権、ユニバーシアード、パンパシフィック水泳選手権の主要な国際競技大会では、金6個、銀5個の合計11個のメダルを獲得している。

## 生い立ち
ソニは1987年、ニュージャージー州のプレインズボロの町で、父ピーター、母キンガの娘として生まれた。ウェスト・ウィンドサー・プレインズボロ高校、南カリフォルニア大学を卒業した。大学では情報学を専攻した。夫は、1980年代にクルージュ＝ナポカから移住してきたルーマニア系ハンガリー人である。ソニは英語の他にハンガリー語も話すことができる。

## 自己ベスト
| 種目                 | 記録    | 日付       | 場所           | 備考     |
| -------------------- | ------- | ---------- | -------------- | -------- |
| 50m平泳ぎ（長水路）  | 30.11   | 2009.08.02 | ローマ         |          |
| 100m平泳ぎ（長水路） | 1:04.84 | 2009.07.27 | ローマ         |          |
| 200m平泳ぎ（長水路） | 2:19.59 | 2012.08.02 | ロンドン       | 世界記録 |
| 50m平泳ぎ（短水路）  | 29.83   | 2010.12.16 | ドバイ         |          |
| 100m平泳ぎ（短水路） | 1:02.70 | 2009.12.19 | マンチェスター | 世界記録 |
| 200m平泳ぎ（短水路） | 2:14.57 | 2009.12.18 | マンチェスター | 世界記録 |